# Національний комітет за вільну Німеччину
Національний комітет за вільну Німеччину, або Національний комітет «Вільна Німеччина» (нім. Nationalkomitee Freies Deutschland, NKFD) — антифашистська політична і військова організація, сформована 12 липня 1943 року в СРСР під час Другої світової війни, що складалася переважно з німецьких колабораціоністів із числа військовополонених, а також членів Комуністичної партії Німеччини, які переїхали до СРСР після захоплення влади нацистами.
Хоча спочатку він проводив переважно пропаганду та психологічну війну, пізніше сформував невеликі бойові підрозділи (нім. Kampfgruppen) і партизанські загони (нім. Freischärlergruppen), які були направлені в тил Вермахту, де вони поєднували пропаганду із збиранням розвідданих, вели військову розвідку, диверсії, а також до Східної Пруссії, де намагалися розгорнути народний партизанський рух. Під кінець війни його добровольці були відправлені на фронт, де брали участь у боях з гітлерівцями. Створення організації сформувало Рух за вільну Німеччину, антинацистський німецький рух у країнах за межами Німеччини, включаючи окуповану Грецію і Францію.

## Історія

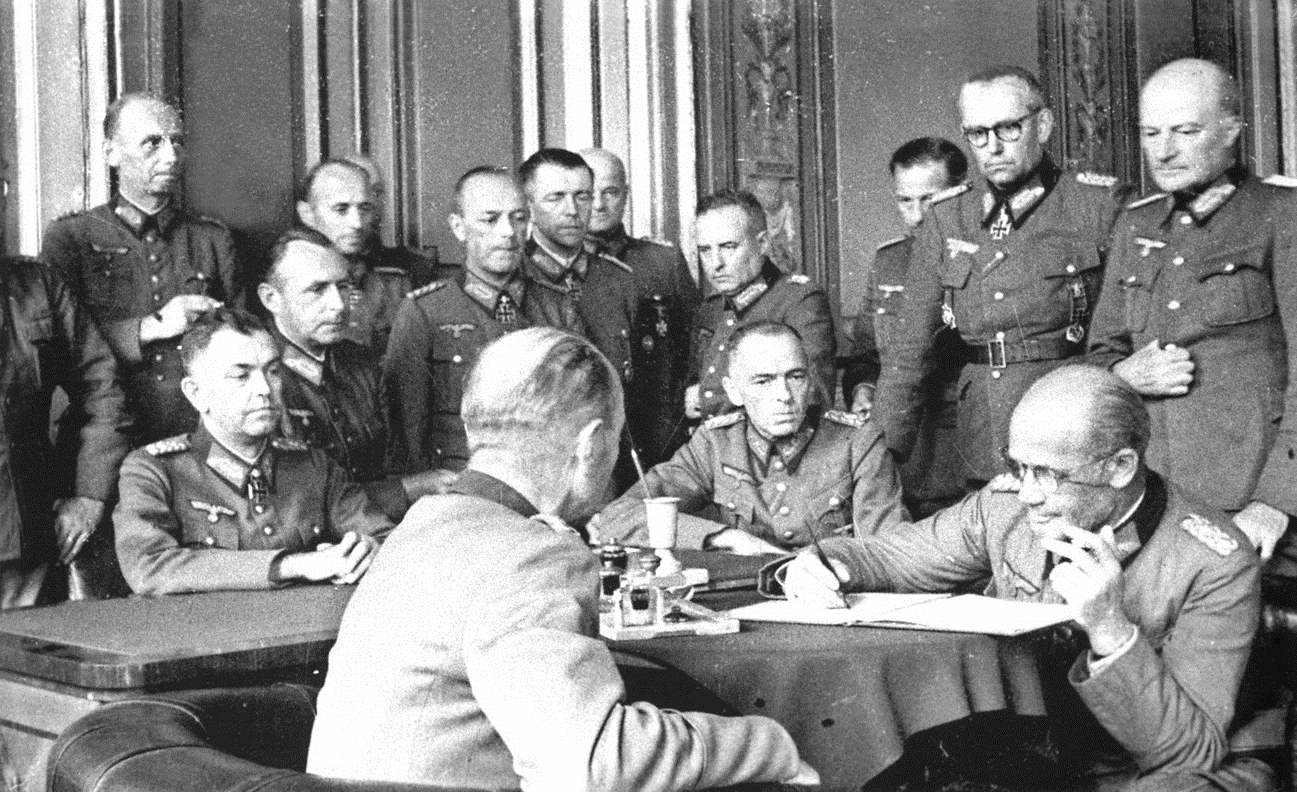
Група полонених німецьких генералів із NKFD підписує звернення до офіцерів Вермахту

Прихід нацистської партії до влади в Німеччині в 1933 році призвів до оголошення Комуністичної партії Німеччини поза законом і переслідувань її членів, багато з яких втекли до СРСР.
Із вторгненням Третього Райху в СРСР під час операції «Барбаросса», німецькі військовополонені почали потрапляти до радянських рук, із яких намагалися створити антинацистську організацію.
Після поразки гітлерівців у Сталінградській битві, кількість військовополонених зросла, а їхня віра в «непереможну Німеччину» ослабла, тому вони були більш відкритими до ідеї членства в антинацистській організації.
На початку червня 1943 року Альфред Кунелла та Рудольф Гернштадт почали писати Маніфест комітету. Цей текст вихваляв історичних діячів Королівства Пруссія, які об'єдналися з імперською Росією проти Наполеона в Німецькій кампанії; такі діячі, як Генріх Фрідріх Карл фом унд цум Штайн, Карл фон Клаузевіц і Граф Йорк, були зображені як зразкові німці.
Національний комітет за вільну Німеччину був заснований у Красногорську під Москвою 12 липня 1943 року; його президентом був німецький комуністичний письменник Еріх Вайнерт у вигнанні зі своїми заступниками — лейтенантом Генріхом фон Айнзіделем і майором Карлом Гетцем. Його керівництво складалося з 38 членів, у тому числі 28 військовополонених Вермахту та 10 комуністів у вигнанні, включаючи Фрідріха Вольфа. 

### Союз німецьких офіцерів

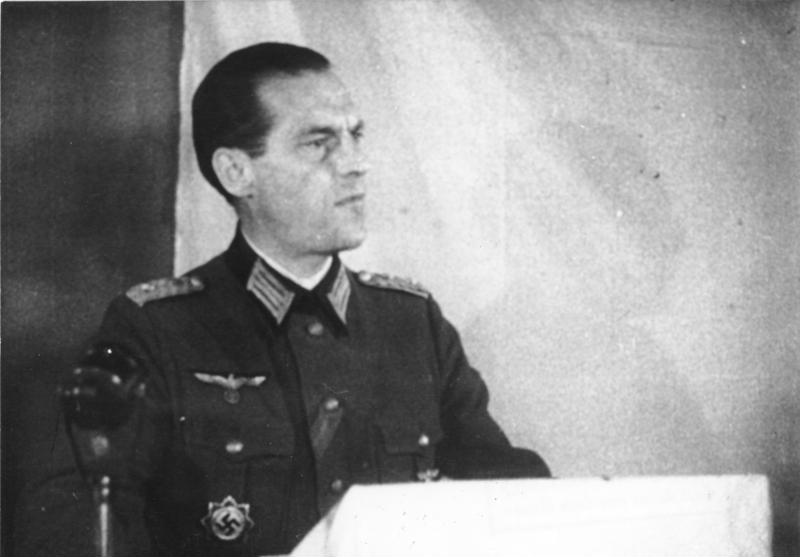
Полковник Ганс-Гюнтер ван Гувен, сфотографований на церемонії заснування Союзу німецьких офіцерів

Після кількох невдалих спроб завербувати офіцерів до Національного комітету, підполковник Альфред Бретт запропонував створити спеціальну організацію для офіцерів, щоб вони не контактували з комуністами та простими солдатами.
Через два місяці після заснування Національного комітету, був заснований Союз німецьких офіцерів  (Bund Deutscher Offiziere, або BDO); його лідером був генерал Вальтер фон Зейдліц-Курцбах. Основним завданням Союзу було ведення пропаганди, спрямованої проти німецьких збройних сил. Кілька офіцерів, яких утримували як радянських військовополонених, зрештою приєдналися до BDO, найвидатнішим з них був фельдмаршал Фрідріх Паулюс, командувач 6-ю армією, захоплений у Сталінградській битві. Згодом Союз об'єднався з Національним комітетом.

## Ідеологія та символіка

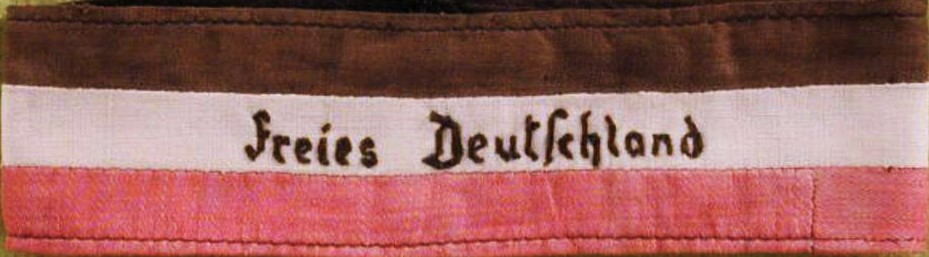
Варіант нарукавної пов'язки члена комітету у кольорах імперського прапора і з написом «Freies Deutschland»

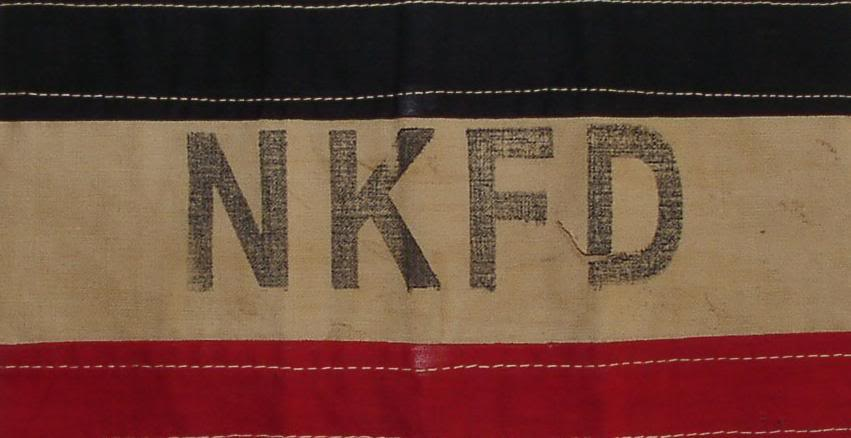
Інший варіант нарукавної пов'язки мав літери «NKFD»

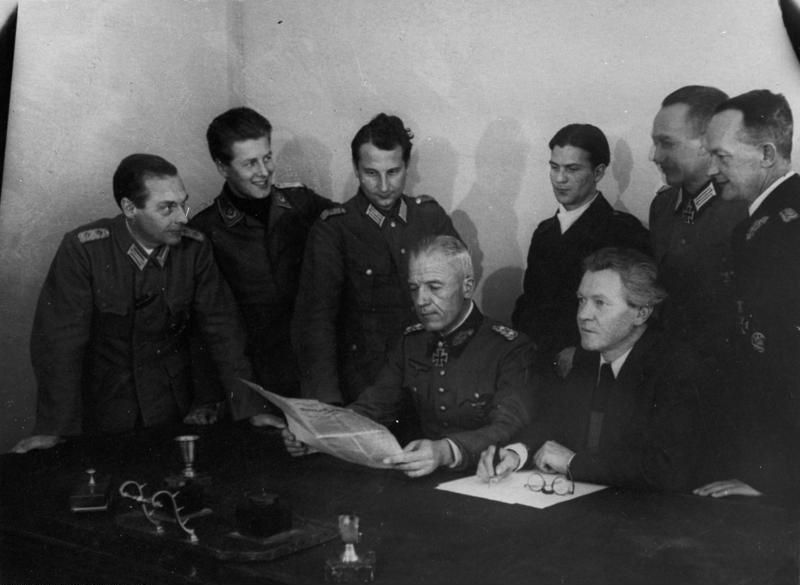
Члени NKFD, включаючи Ганса-Ґюнтера ван Гувена, Генріха Графа фон Айнзіделя, Карла Гетца, Вальтера фон Зейдліца-Курцбаха, Еріха Вайнерта та Луїтпольда Штайдле

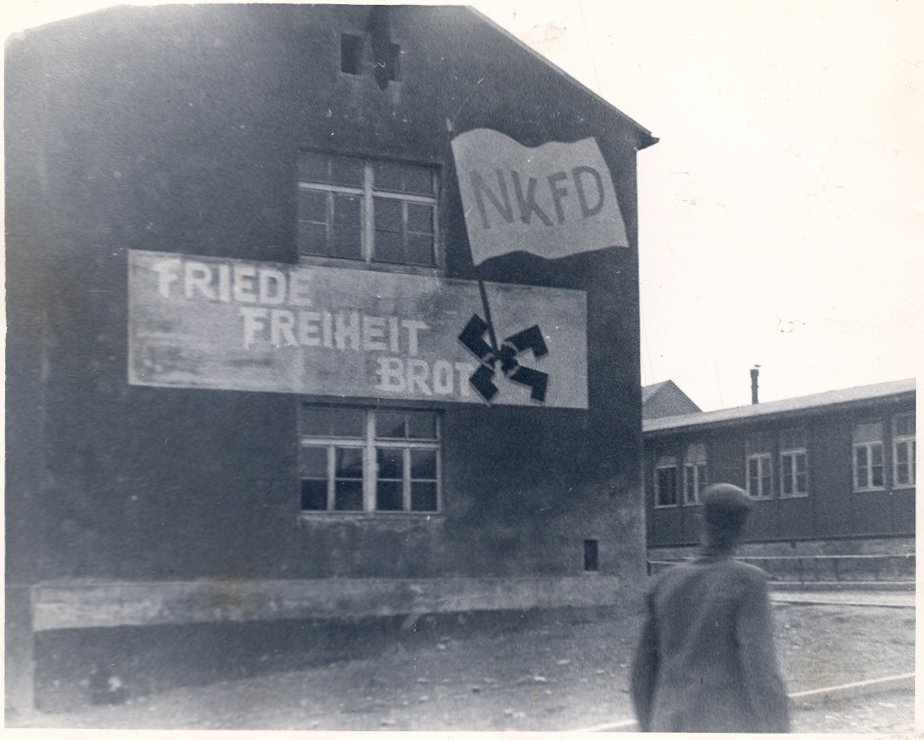
Штаб NKFD у 1943–45 рр., перспективні Friede, Freiheit, Brot («Мир, воля і хліб», відклик до ленінського гасла «мир, земля і хліб»)

Під час дискусій про фашизм, нацистську ідею демократичного уряду та історію Німеччини багато військовополонених говорили про свою огиду або ненависть до «слабкості» Веймарської республіки і що головним чином через цю ненависть вони приєдналися до Нацистської партії або навіть СС. 
У одному зі своїх виступів Ернст Геберманн, один із лідерів нацкомітету, наполягав, що, виступаючи за демократію, він не мав на меті відродження Веймарської конституції, яку він назвав слабкою. Він описав принципи організації як опозицію будь-якій фашистській диктатурі та імперіалістичній війні, підтримку необмеженої демократії, мирне міжнародне співробітництво та повагу до права, і особливо міжнародного, з широкої платформи, яка об'єднує всі погляди, представлені в NKFD, від комуністів до консерваторів серед військовополонених.

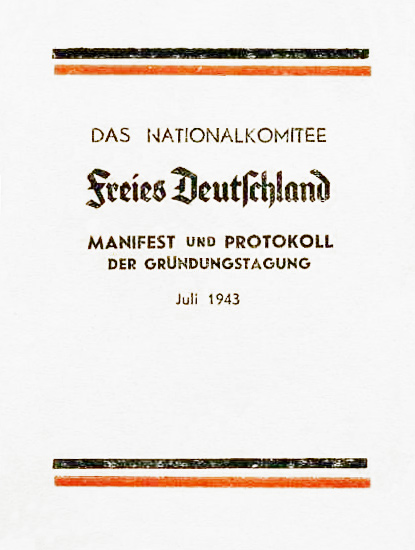
Брошура з протоколом і Маніфестом установчих зборів NKFD, 1943 рік

Ці пункти разом із критикою Веймарської Німеччини були додані до Маніфесту NKFD; оскільки Компартії Німеччини також не подобалась Веймарська республіка, її члени підтримали цю критику. Маніфест поставив демократичний «справжній німецький уряд» як одну зі своїх цілей і протиставив цей майбутній «справді народний» уряд «безправній» Веймарській республіці, оскільки цей уряд мав бути сильним, щоб знищити залишки нацистського режиму. 
Критика Веймарської республіки стала однією з причин вибору прапора: нацкомітет використовував Reichsflagge, як це робили Німецька імперія, а раніше Північнонімецький союз , консервативні політики Веймарської республіки та Третій Райх перші два роки існування; іншою причиною такого вибору було те, що лідери Компартії Німеччини хотіли запевнити свою немарксистську більшість у тому, що NKFD — це не комуністична організація, а профспілка з усіма видами поглядів, які виступають проти нацизму. Однак після війни ні ФРН, ні НДР не прийняли цей прапор.
Політбюро Компартії розділилося з цього питання: Антон Акерман і Петер Флорін проголосували проти, а Вальтер Ульбріхт і Вільгельм Пік проголосували за прийняття прапора. 

## Діяльність

### Пропаганда і психологічна війна

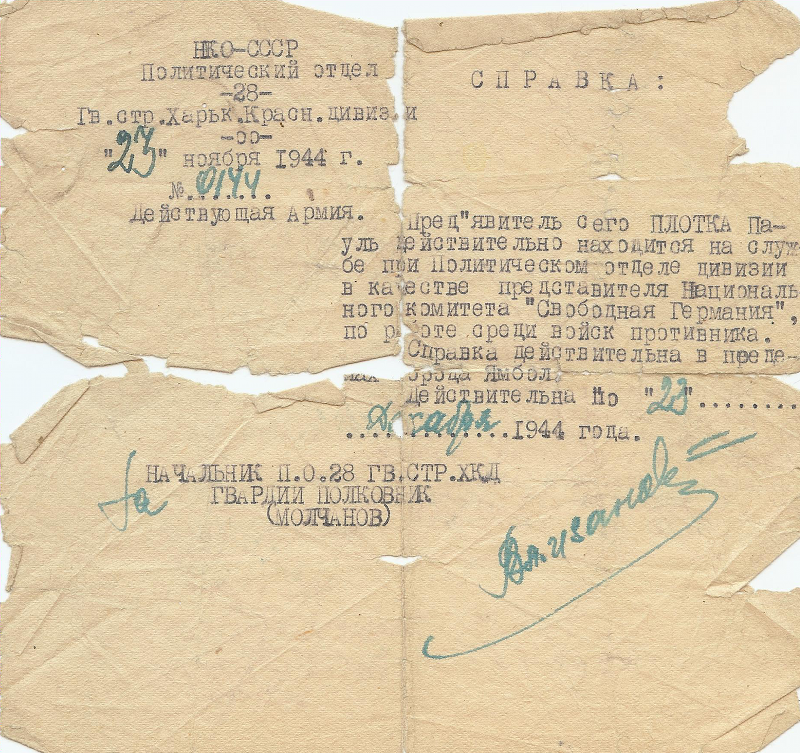
Посвідчення члена NKDF німця Пауля Плотки, видане 23 листопада 1944 року полковником Молтчановим, 28 політвідділу

Національний комітет оголосив своєю головною метою повалення Адольфа Гітлера німецьким народом і повернення до кордонів 1937 року. Спочатку його основною діяльністю було політичне перевиховання та індоктринація, пропаганда та психологічна війна, спрямована проти Вермахту. Зейдліц брав участь лише у цій роботі, відмежуючись від збройної боротьби, яку також вела організація, будучи автором та ведучим прорадянського радіо і парламентером під час переговорів про капітуляцію.  Найбільшою акцією, в якій брав участь Зейдліц як лідер комітету, була його участь у Корсунь-Черкаській битві, коли Зейдліц та інші лідери закликали гітлерівців здатися, а Зейдліц встановив особисті зв’язки з німецькими командувачами операції, спонукаючи їх до цього.
Членів NKFD відправляли на поле бою, де вони розповсюджували листівки, які слугували перепустками в полон, в яких вказувалося, що здача є добровільною, а солдатів з такими листівками слід передавати комітету. Операція пройшла відносно успішно, і з 18 200 полонених кожен третій мав таку листівку.  Зейдліц також пропонував створити прорадянську німецьку армію в німецькій формі, аналог армії Власова, але Сталін відкинув цю ідею; навпаки, сформував дві дивізії Червоної армії з румунських військовополонених. 
Незважаючи на те, що повалення Гітлера німцями було включено до Маніфесту, радянське керівництво спочатку розглядало його як допоміжний засіб боротьби з Вермахтом, а саме інструмент пропаганди, який змусить німецьку армію капітулювати та дезертирувати.
Пропаганда NKFD закликала німецьку армію повернути зброю проти своїх командирів і Гітлера, а Вільгельм Пік до 1944 року описував Вермахт як єдину силу, яка могла повалити фюрера. Робота з німецьким цивільним населенням була покладена на радіостанцію «Freies Deutschland», яка займалася не тільки ідеологічним вихованням своїх слухачів, а й давала рекомендації та вказівки щодо ведення партизанської війни та організації антифашистського руху Опору, наводячи приклади та вказуючи на партизанські рухи в інших країнах. 

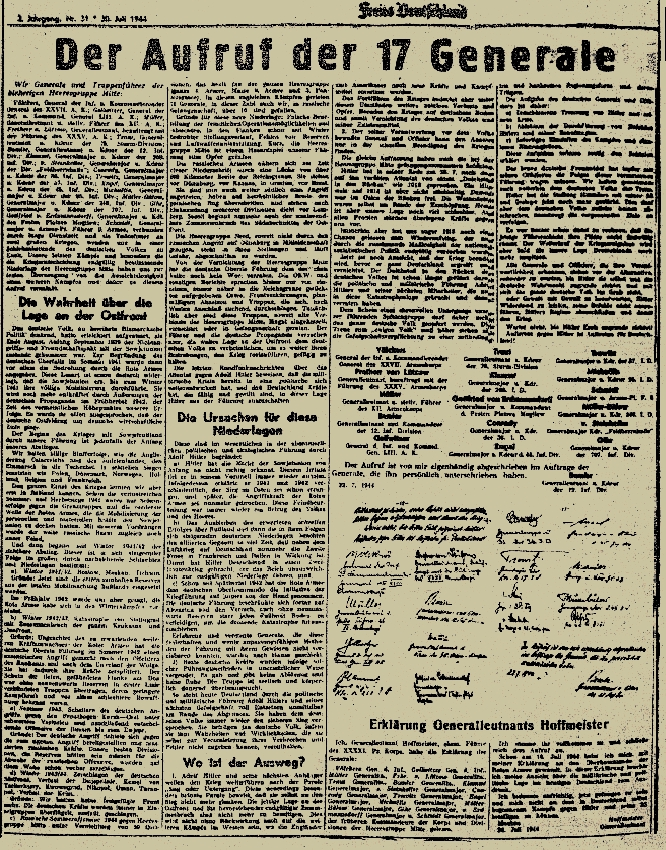
Газета Freies Deutschland від 30 липня 1944 року: Звернення 17 генералів

Комітет також видавав газету під назвою «Freies Deutschland». Головним редактором газети був Рудольф Хернштадт, а радіопрограмою керував Антон Акерман. 
 Газета була лише одним із кількох радянських видань, спрямованих на військовополонених країн Осі в СРСР; проте зусилля, докладені для німецькомовного видання, були значно більшими, ніж у інших схожих проєктах: Alba (італійською), Word of Truth (угорською), Free Voice (румунською). 

### Бойові частини і партизани комітету
Із іншого боку була збройна боротьба, яка, однак, відкрито не проголошувалася під час створення організації.
Починаючи з літа 1943 року, комітет формував малі збройні бойові загони, Kampfgruppen, і перший такий підрозділ був десантований на парашуті на північний схід від Пскова 8 грудня 1943 року. 
Хоча вони були оснащені зброєю, збройна боротьба не була їхньою основною метою, повинні були по можливості уникати будь-яких боїв, а натомість висаджуватися в тилах німецької армії і поширювати пропаганду головної організації та створювати групи комітету в ар'єргарді підрозділів Вермахту, які капітулювали радянським військам на фронті. 
Kampfgruppen складався як з німецьких, так і з радянських солдатів, але зрештою вони складалися виключно з німців і брали участь у боях проти німецької армії наприкінці війни. Після того, як перший загін успішно висадився, Червона армія направила їх виконувати розвідувальні завдання. Оскільки полонені німецькі офіцери не змогли виправдати свою роль радянських «рупорів», вплив в організації перейшов до лідерів Комуністичної партії Німеччини, і в січні 1944 року вони оголосили про «другу фазу» руху. 
Головною метою Комуністичної партії Німеччини було створення народного партизанського руху, який би принаймні розпочав повномасштабну партизанську війну в Німеччині, якщо не масові антинацистські повстання чи навіть повалення Гітлера. 
Протягом 1944 року Kampfgruppen і Freischärlergruppen (партизанські загони) разом із виконанням завдань на радянських територіях, окупованих Третім Райхом, були направлені до Східної Пруссії, де вони мали створити такий рух.
Однак Східна Пруссія виявилася вкрай консервативним і націоналістичним регіоном, а місцеві жителі безмірно допомагали владі репресіями проти партизанів комітету, тому, навіть якщо ідея створення партизанського руху не була приречена з самого початку, вибір регіону визначили його неспроможність. Після численних спроб Ульбріхт визнав поразку лише в березні 1945 року. Провал спроби створити в Німеччині народний антифашистський рух призвів до морального падіння і «кризи» всередині комітету.  

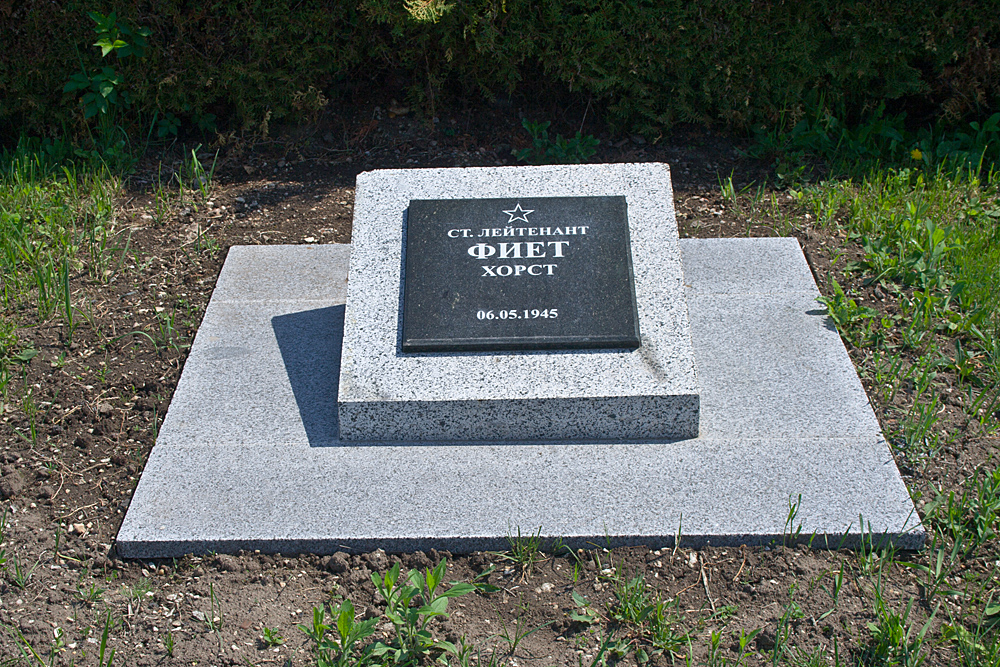
Могила лейтенанта Горста Фідта, який загинув у бою під час облоги Бреслау

Хоча спроба створити партизанський рух зазнала невдачі, у Кельні виникла незалежна група NKFD, яка восени та взимку 1944—1945 років брала участь у підпільній діяльності. 
Кілька сотень німецьких військовополонених у США і Великій Британії, з яких деякі приєдналися до руху «Freies Deutschland», допомогли західним союзникам організувати кілька партизанських і контрпартизанських загонів, навчених для десантування в Альпах. Як виявилось, Західна Німеччина і Південна Німеччина були більш придатними для партизанської діяльності, ніж Східна Пруссія. 
Незважаючи на «кризу», комітет продовжував діяти, а добровольці продовжували вступати до Kampfgruppen.
Коли Червона армія ступила на німецьку землю, значення NKFD як засобу демонстрації підтримки її вторгнення серед німців зростало; невдача партизанської війни зумовила використання загону для таких дій, як штурм командос, оскільки для Червоної армії вони були практичним засобом переслідування та відволікання Вермахту і не потребували підтримки населення в той же час, до того ж Гітлер попереджав про небезпеку командос у своєму останньому зверненні до Ostheer 15 квітня 1945 року. 
Ні Компартія Німеччини, ні Союз німецьких офіцерів не були в захваті від таких форм боротьби, але обидві фракції керівництва комітету до весни 1945 року втратили свій вплив на радянське керівництво.  
Перше залучення Kampfgruppen до дій проти німецької армії відбулося 21 грудня 1943 року. 
Як зазвичай, вони отримали завдання вийти в тил та розгорнути пропаганду, але після невдалого перетину лінії фронту, приєдналися до радянського партизанського загону та його штурму на німецькій колоні з 25 вантажівок, під охороною танків і бронетехніки. 
Подібна ситуація сталася в червні 1944 року, коли загін після невиконання агітаційних завдань приєднався до 90-ї гвардійської стрілецької дивізії Червоної армії і до грудня вів агітаційно-розвідувальну діяльність, порушував лінії зв’язку, підривав мости та брав у полон німецьких солдатів. Після цього такі завдання передавали бойовим частинам безпосередньо при відправці.  
Хоча керівництво нацкомітету, безумовно, знало про Kampfgruppen  і хоча Зейдліц попрощався з першими Kampfgruppe , вони, очевидно, підпорядковувалися Червоній Армії та Центральному штабу боротьби з партизанами (останній був розпущений у 1944 році), а не керівництву NKFD. 
В останні місяці війни діяльність Kampfgruppen посилилася, і вони були кинуті на фронт.  Узимку 1945 року добровольцям NKFD, яким було дозволено формувати дрібні командоси, було надано дозвіл на формування окремих рот (не більше 100 чоловік у кожній).  Існують чіткі докази участі підрозділів нацкомітету у боях проти Вермахту в битві під Кенігсбергом, облозі Бреслау та в Курляндській кишені  , а також у досить незначних боях за Торн і Грауденц та облозі Данцига. 
Бойові дії все ще не були головною метою Kampfgruppen: вони прикидалися розпорошеними солдатами Вермахту і намагалися увійти в тил німецьких ліній, і якщо операція була успішною, переконували війська, оточені Червоною армією, здатися, а якщо останні відмовлялися, брали участь у бою  і відступали. 
Облога Бреслау — один із найвідоміших випадків участі Kampfgruppen на фронті, хоча й невдалий: група успішно здолала охоронні пости та ліквідувала командування СС, але не змогла захопити солдатів Вермахту, а лідер групи, Горст Фідт був убитий 6 травня. 

### «Війська Зейдліца»
Назва «Війська Зейдліца» закладена на поширеному серед німців міфі про те, що Зейдліц мав власне військове формування, аналог РВА, яка воювала на боці нацистів , але прийнята німецьким вищим командуванням для передбачуваних членів NKFD, особливо для тих, хто опинився на фронті. 
В основному ця назва використовувалося для «офіцерів-зрадників», які з'являлися на фронті і вводили армію в оману, видаючи або усно віддаючи фальшиві накази: наприклад, рейхсканцелярія попереджала про «війська Зейдліца» в циркулярі , а Герман Фегелейн писав Гіммлеру, що він «дійшов висновку, що значна частина труднощів на Східному фронті, включаючи крах і елементи непокори в ряді дивізій, відбувається через те, що до нас присилають офіцерів Зейдліца і солдатів з числа військовополонених, яким комуністи промили мізки». 
У відповідь Верховне головнокомандування сухопутних військ видало наказ групі армій «Вісла» вжити рішучих заходів проти будь-яких невідомих або несанкціонованих німецьких солдатів, офіцерів чи генералів, які будуть виявлені в зоні їхніх операцій , а сім’ї членів NKFD мають понести відповідальність.
Фрідріх Госсбах був звільнений від командування 4-ою армією, оскільки Гітлер звинуватив його в співучасті з «офіцерами Зейдліца» через виведення своїх військ зі Східної Пруссії. Страх перед справжньою армією, що складається з військовополонених Вермахту, яка створить німецьку комуністичну державу, став широко поширеним у Німеччині, і Гітлер розробив план створення конфлікту між Заходом і СРСР, змусивши західних союзників повірити в існування такої армії. 

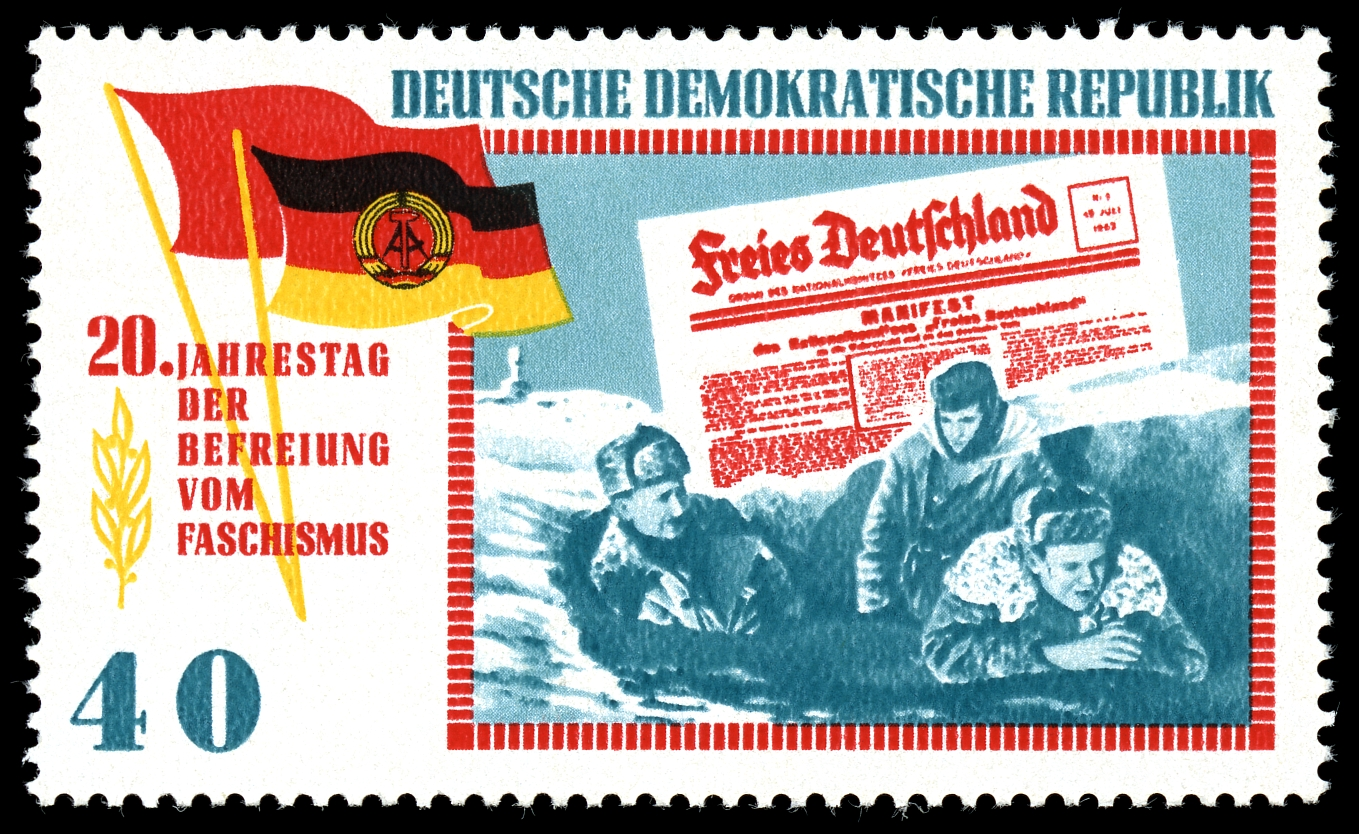
Пам'ятна марка НДР (1965)

Існує кілька свідчень німців, які брали участь у війні, про те, що наприкінці бойових дій вони зустріли «війська Зейдліца», і хоча зазвичай вони описували підозрілих офіцерів, як таких, що віддавали фальшиві накази, такі західні історики, як Стефан Гамільтон і Тоні Ле Тіссьє також цитують описи німців у формі Вермахту, які безпосередньо воюють на фронті пліч-о-пліч із Червоною армією, а деякі з них згадують знаки розпізнавання Freies Deutschland.   У березні 1945 року цілий «батальйон» солдатів Зейдліца, який атакував Вермахт, згадувався в телефонному звіті до штабу 9-та армії.  Немає відомих «офіційних документальних доказів», які б доводили, що німецькі добровольці воювали разом з Червоною армією під час Берлінського наступу, але Ле Тіссьє вважає, що цих свідчень достатньо, щоб визнати, «що так звані війська Зейдліца використовувалися в боях Червоною армією під час Берлінської операції», а документальних підтверджень «ще не знайдено». 

## Філіали комітету

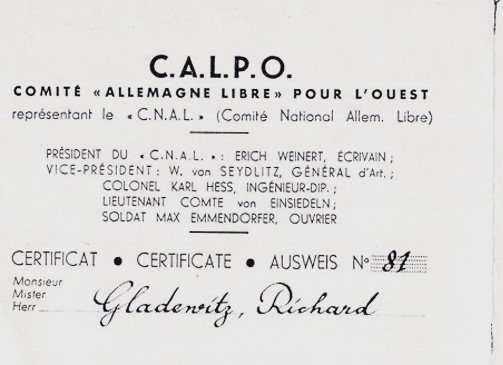
Посвідчення учасника Комітет вільної Німеччини для Заходу, де вказується, що рух є «представництвом» NKDF

NKFD був частиною більш широкого об'єднання під назвою Рух за вільну Німеччину. Хоч цей рух і почався ще до утворення NKFD, останній дуже сильно на нього вплинув.
Із 1943 року учасники руху, дезертири з Вермахту та німецькі перебіжчики, створювали організації за зразком NKFD, у назвах яких також були слова «Комітет» і «Вільна Німеччина». Найвідомішими організаціями руху були Антифашистський комітет за вільну Німеччину, організований перебіжчиками до грецьких партизанів, і Комітет вільної Німеччини для Заходу, яка називала себе «представництвом» NKFD в окупованій Франції.

## Повоєнний стан
Після розгрому нацистської Німеччини члени комітету здебільшого повернулися до радянської окупаційної зони в Німеччині та відіграли ключову роль у розбудові НДР. Деякі члени Союзу німецьких офіцерів (BDO) відіграли ключову роль у створенні Національної народної армії, але інших, таких, як-от Зейдліц, переслідували як військових злочинців.

## Відомі члени
- Антон Аккерман[en]
- Вільгельм Адам
- Йоганнес-Роберт Бехер
- Герхард Бехлі[en]
- Віллі Бредель
- Генріх фон Айнзідель
- Вільгельм Флорін[en]
- Пітер Гінгольд[en]
- Гайнц Кесслер
- Альфред Курелла
- Арно фон Ленскі
- Вольфганг Леонхард[en]
- Вінценц Мюллер
- Фрідріх Паулюс
- Вільгельм Пік
- Теодор Плів'є
- Герман Ренцш[en]
- Віллі Рідель
- Вальтер фон Зейдліц-Курцбах
- Вальтер Ульбріхт
- Густав фон Вангенгайм
- Еріх Вайнерт
- Отто Вінцер[en]
- Фрідріх Вольф[en]
- Маркус Вольф